# Marathon van Osaka 1991
De marathon van Osaka 1991 werd gelopen op zondag 27 januari 1991. Het was de 10e editie van de marathon van Osaka. Alleen vrouwelijke elitelopers mochten aan de wedstrijd deelnemen. De Duitse Katrin Dörre kwam als eerste over de streep in 2:27.43.

## Uitslagen
| rang   | naam                 | land | tijd    |
| ------ | -------------------- | ---- | ------- |
| Goud   | Katrin Dörre         | GER  | 2:27.43 |
| Zilver | Yuko Arimori         | JPN  | 2:28.01 |
| Brons  | Qing-mei Chen        | CHN  | 2:29.44 |
| 4      | Renata Kokowska      | POL  | 2:30.15 |
| 5      | Alena Peterkova      | CZE  | 2:31.00 |
| 6      | Lisa Rainsberger     | USA  | 2:32.44 |
| 7      | Tatyana Polovinskaya | UKR  | 2:32.51 |
| 8      | Ju-An Li             | CHN  | 2:35.15 |
| 9      | Qiu-Li Yu            | CHN  | 2:35.27 |
| 10     | Chiharu Sato         | JPN  | 2:36.04 |
| 11     | Hiroko Tanaka        | JPN  | 2:36.44 |
| 12     | Junko Asari          | JPN  | 2:37.01 |
| 13     | Eriko Asai           | JPN  | 2:37.24 |
| 14     | Ayumi Ishikura       | JPN  | 2:37.33 |
| 15     | Helen Moros          | NZL  | 2:37.44 |
| 16     | Irina Kazakova       | RUS  | 2:39.08 |
| 17     | Jennifer Dowie       | AUS  | 2:39.56 |
| 18     | Hiromi Yokoyama      | JPN  | 2:40.32 |
| 19     | Shinobu Kurosaki     | JPN  | 2:41.05 |
| 20     | Naoko Okuzumi        | JPN  | 2:42.18 |
| 21     | Mayumi Matsumoto     | JPN  | 2:42.21 |
| 22     | Tamiyo Nayuki        | JPN  | 2:42.25 |
| 23     | Yoko Ota             | JPN  | 2:43.44 |
| 24     | Yoshiko Nishio       | JPN  | 2:43.57 |
| 25     | Mayumi Nagamori      | JPN  | 2:43.59 |

1982 ·
1983 ·
1984 ·
1985 ·
1986 ·
1987 ·
1988 ·
1989 ·
1990 ·
1991 ·
1992 ·
1993 ·
1994 ·
1995 ·
1996 ·
1997 ·
1998 ·
1999 ·
2000 ·
2001 ·
2002 ·
2003 ·
2004 ·
2005 ·
2006 ·
2007 ·
2008 ·
2009 ·
2010 ·
2011 · 
2012 ·
2013 ·
2014 ·
2015 ·
2016 ·
2017